# John Travers (igralec)
John Travers, severnoirski filmski igralec, * 31. januar 1989, Belfast, Severna Irska.
Travers je najbolj poznan po svoji vlogi v filmih Pesem za razcapanca in 48 Angels. Z deško vlogo Liama Mercierja se je sploh prebil v filmski svet, gre tudi za njegov največji filmski dosežek doslej. Z vlogo si je prislužil nagrado občinstva na filmskem festivalu v Normandiji, kjer se osredotočajo na najboljše izdelke britanske in irske filmske industrije.
Leta 2007 se je skupaj z Mischo Barton pojavil v drami Closing the Ring. V tem filmu je odigral vlogo mladega Michaela Quinlana, s katero se je mladenič iz Belfasta približal mednarodni publiki in mednarodni stroki.
Leta 2008 je v filmu Peacefire, ki ga je režiral Macdara Vallely, prvič v karieri zaigral v glavni vlogi.

## Filmografija
- Pesem za razcapanca (2003), Liam Mercier 636
- Man About Dog (2004), Kid Leader
- The Mighty Celt (2005), Spacer
- 48 Angels (2006), James
- Wilderness (2006), Dave
- Closing the Ring (2007), Young Quinlan
- Peacefire (2008), Colin